# 莫德 (伊利諾伊州沃巴什縣)
莫德（英語：Maud）是位於美國伊利諾伊州沃巴什縣的一個非建制地區。該地的面積和人口皆未知。

## 地理
莫德的座標為38°23′51″N 87°51′19″W / 38.39750°N 87.85528°W，而該地的平均海拔高度為131米（即430英尺）。